# Litophellia octoradiata
Litophellia octoradiata is een zeeanemonensoort uit de familie Isophelliidae.
Litophellia octoradiata is voor het eerst wetenschappelijk beschreven door Carlgren in 1938.